# Куприяновка (станция, Амурская область)
Куприяновка — упразднённая железнодорожная станция (тип населённого пункта) в Завитинском районе Амурской области России. Иключена из учётных данных в 1980 году.

## География
Станция располагалась у одноимённого железнодорожного разъезда на линии Завитая — Поярково, на расстоянии примерно 3,5 километра (по прямой) к северо-востоку от села Куприяновка.

## История
Железнодорожный разъезд был образован в 1958 году.
Решением Амурского исполкома от 15 августа 1980 года № 373, железнодорожная станция Куприяновка исключена из учётных данных, как населённый пункт служебного значения.